# Diplotaxis sundingii
Espèce
Statut de conservation UICN

 CR B1ab(ii)+2ab(ii) : 
En danger critique
Diplotaxis sundingii est une espèce de plantes à fleurs de la famille des Brassicacées endémique du Cap-Vert.

## Répartition et habitat
Cette espèce n'est présente que sur l'île São Nicolau où elle pousse principalement entre 500 et 700 m d'altitude. Elle vit de préférence dans les zones humides.

## Menaces
Diplotaxis sundingii est classée comme « En critique danger d'extinction » sur la liste rouge de l'UICN. Sa population est estimée à moins de 250 individus matures.